# Vickie, o Viking
Vickie, o Viking, conhecido como Wickie und die starken Männer (pronúnciaⓘ) (lit. Wickie e o Forte Homem) na Alemanha e na Áustria e Chiisana Viking Bikke (小さなバイキング ビッケ, O Pequeno Viking Vickie) no Japão, é uma série de anime nipo-alemã, realizada em 1974 pelos estúdios Zuiyo Eizo (o mesmo que produzia "Abelha Maia") e Mushi Production.

## Exibições
Em Portugal, Vickie, o Viking estreou pela RTP1 em 1974 na dobragem alemã com legendas em português. Repetiu na TVI em 1996, com uma dobragem portuguesa produzida pela Nacional Filmes.  
Entre 2004 e 2006 foi reexibida pela RTP1, nas manhãs de domingo, com uma outra dobragem portuguesa, produzida pela Somnorte. Em 2006, o clássico teve a sua última reposição em Portugal, pelo Canal 2: (atual RTP2), com a mesma dobragem portuguesa. Também foi exibida na RTP Açores. 

## História
A série narra as aventuras dos habitantes de uma pequena vila Viking chamada Flake (localizada entre a Suécia e a Noruega). Seu protagonista é Vickie, filho do chefe da aldeia, Halvar. Vickie é um menino ruivo, baixo, fraco e medroso; bem o oposto do que se esperava de um guerreiro Viking (o que às vezes embaraça seu pai), mas se destaca por sua grande inteligência e imaginação. Essas características que o diferenciam dos demais vikings são apreciadas mais do que ninguém por sua mãe Ylva, e são o que atraem sua amiguinha, Ylvie, e graças a elas ele sempre resolve os problemas da tribo.
Inicialmente a série se passa na aldeia de Flake, embora depois também haja aventuras que acontecem durante as viagens que Vickie faz acompanhando seu pai e o resto dos homens da aldeia, onde encontra inimigos como o Terrível Sven, o declarado inimigo de Halvar, e deve superar as várias vicissitudes desses ataques Viking. Cada capítulo conta uma história diferente em que os adultos se metem em problemas ou não sabem como resolvê-los, e sempre conseguem se safar com a ajuda da pequena Vickie, que com suas grandes ideias (que consegue depois de se concentrar e fazer o seu gesto característico de coçar o nariz com o dedo indicador) ele encontra uma solução para tudo.

## Personagens

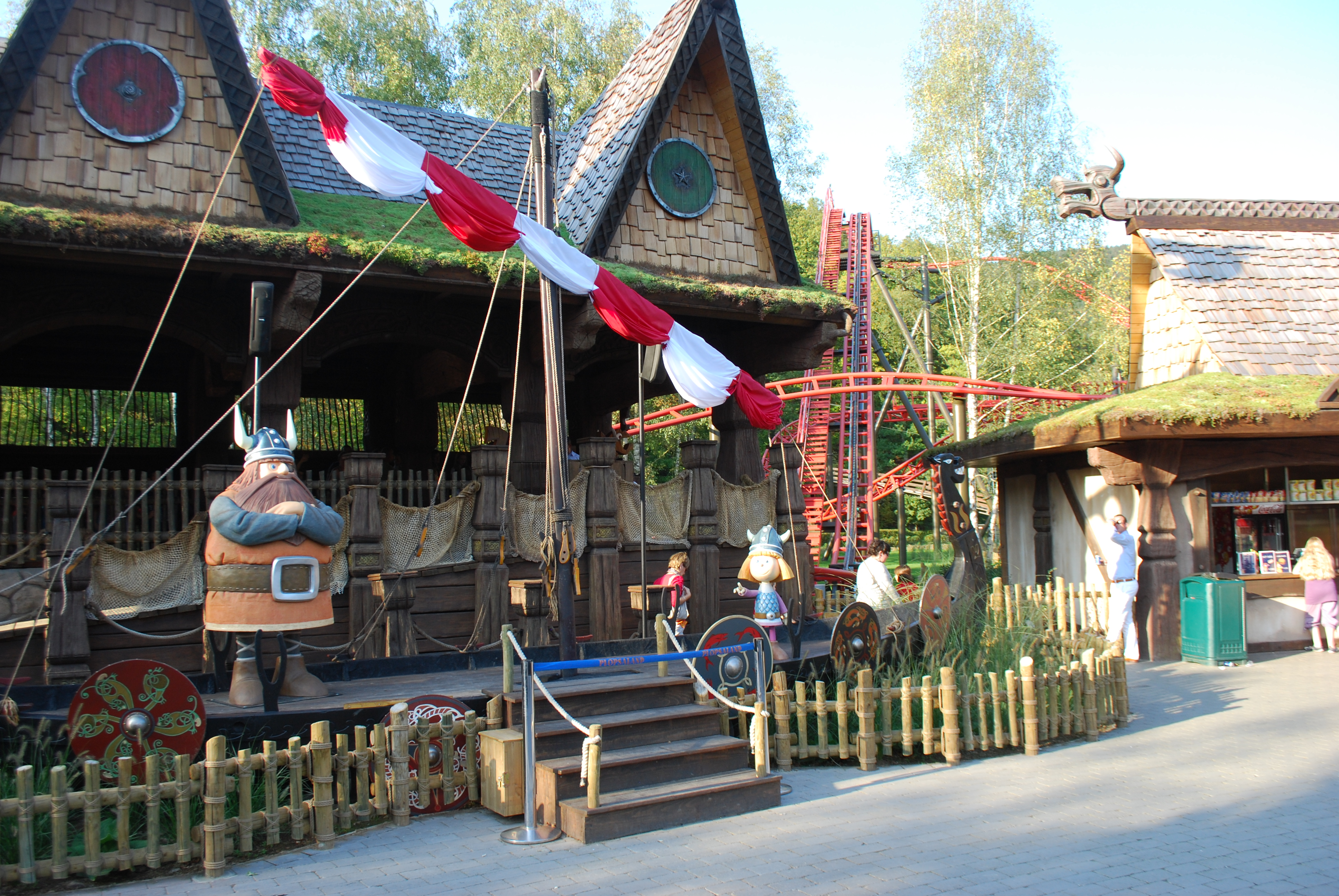
Vickie e seus amigos em um parque

- Halvar - Chefe da aldeia viking de Flake e pai de Vickie, Halvar não gosta que lhe desobedeçam ou que pensem que têm melhores ideias que ele. Defende que o seu filho Vickie se porte como um verdadeiro viquingue, ainda que com o tempo, acaba por perceber o que o filho lhe diz, que por vezes é melhor usar a cabeça em vez da força bruta para resolver um problema.
- Ilda/Ylva - Esposa de Halvar e mãe de Vickie, apoia o filho sempre que este tem uma ideia. Tal como todas as outras mulheres da aldeia, mantém o marido sob rédea curta, e não gosta quando este lhe responde.
- Vickie - Filho de Halvar e Ilda, é o herói da história. Sendo bem mais esperto que os restantes viquingues, consegue arranjar maneiras de sair de sarilhos e ultrapassar obstáculos graças às suas ideias. Ao contrário do seu pai, defende que o uso da força em certas situações é dispensável e que tudo se pode conseguir se pensarem um pouco.
- Ylvy - Uma menina da mesma idade de Vickie, que é também sua prima. Geralmente gosta de andar com Vickie quando este está em Flake e é grande adepta dos seus planos.
- Gilby - Um menino que é rival de Vickie. Apesar de não ser mais esperto que Vickie, Gilby é bem mais forte que Vickie, conseguindo vencê-lo em vários desafios nos quais a força física é necessária.
- Tjure - De temperamento sempre quente, Tjure é o carpinteiro da aldeia de Flake. Como se irrita facilmente, passa a vida a discutir com Snorre, que o aborrece constantemente.
- Snorre - De todos os viquingues de Flake, Snorre é o menor, e como tal, isso faz dele o espião perfeito. É conhecido por passar a vida a discutir com Tjure e por conseguir imitar tanto pessoas como animais. Geralmente é quem ajuda Vickie quando este precisa de um voluntário para os seus planos.
- Urobe - O homem mais velho da aldeia, Urobe é um grande conhecedor da cultura e lendas viquingues assim como de ervas medicinais.
- Gorm - Gorm passa a vida sempre entusiasmado com qualquer coisa que lhe aconteça de bom, dando pulos de alegria. Geralmente quando se vê numa situação mais má, acaba por ficar completamente apático.
- Ulme - O poeta viquingue de Flake, anda sempre com a sua lira e passa o tempo a compôr as mais diversas canções e versos sobre as aventuras de Vickie e dos companheiros.
- Fax - Fax é o maior, mais forte e mais glutão de todos os viquingues de Flake. Ainda assim, o seu tamanho só se compara ao tamanho da bondade do seu coração. É tímido e reservado.
- Sven - Mais conhecido como "Sven, o Terrível", é o feroz inimigo dos viquingues de Flake. É conhecido por não ter nem dó, nem piedade quando ataca um navio ou uma aldeia.
- Baltac - É o chefe da aldeia vizinha de Schlack e é visto como um rival de Halvar, pensando sempre que consegue ser melhor que ele em tudo.

## Roteiro e adaptação
O roteiro foi desenvolvido a partir do livro infantil Vicke Viking de (1963) escrito pelo autor sueco Runer Jonsson, que ganhou o Deutscher Jugendliteraturpreis (Prêmio da Literatura Infanto-Juvenil Alemã) em 1965. O estúdio de animação japonês Zuiyo Enterprise Company (agora chamado Nippon Animation) adaptou a versão original em (1972–1974) e desenvolveu um filme de 85 minutos (com o título original: Chiisana Baikingu Bikke) junto com a série de 78 episódios, com 25 minutos cada um.
O responsável pela dublagem alemã foi Eberhard Storeck, que dublou um dos personagens (Snorre). A música na versão alemã foi composta por Christian Bruhn e Karel Svoboda. O texto da abertura (Hey, hey, Wickie! Hey, Wickie, hey!...) foi escrito por Andrea Wagner.
A série foi produzida para o canal alemão ZDF e o canal austríaco ORF.

## Adaptações para Televisão e Cinema
- O ator, diretor e produtor Michael Herbig fez, em 2008, uma versão cinematográfica de Vickie, intitulada As Aventuras de Vickie com personagens reais, onde teve uma sequela: Vickie e o Tesouro dos Deuses.
- Em 2013 foi criada uma nova versão animada intitulada Vicky, o Viking produzida pelo Studio 100 Animation.
- Em Portugal foi adaptada 3 vezes na RTP1 com Wikie, o Viking; na TVI e no 2: como Vickie, o Viking e na RTP2 como Vic, o Viking.